# Херсонське
Херсонське (до 2016 року — Рози Люксембург) —  село в Україні, у Генічеській міській громаді Генічеського району Херсонської області. Населення становить 33 особи.

## Населення

### Мова
Розподіл населення за рідною мовою за даними перепису 2001 року:
| Мова       | Кількість | Відсоток |
| ---------- | --------- | -------- |
| російська  | 20        | 60.61%   |
| українська | 13        | 39.39%   |
| Усього     | 33        | 100%     |

## Історія
12 червня 2020 року, відповідно до Розпорядження Кабінету Міністрів України № 726-р «Про визначення адміністративних центрів та затвердження територій територіальних громад Херсонської області», увійшло до складу Генічеської міської громади.
17 липня 2020 року, в результаті адміністративно-територіальної реформи та ліквідації  колишнього Генічеського району увійшло до складу новоутвореного Генічеського району.
Село тимчасово окуповане російськими військами 24 лютого 2022 року.